# 狐偃

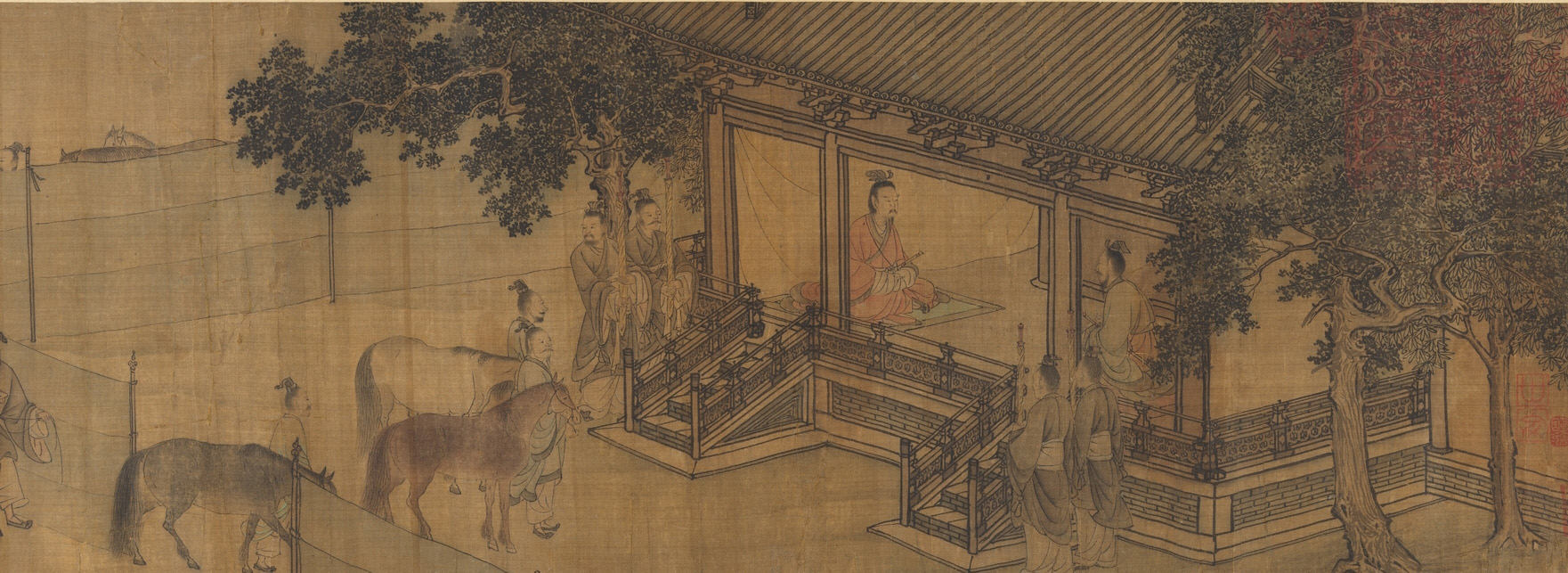
狐偃

狐 偃（こ えん）は、中国春秋時代の晋の政治家。字は子犯。舅犯、または咎犯（きゅうはん）と呼ばれる。

## 略歴

### 重耳の側近
狐偃の父の狐突は狄の出身であったが、先見の明があり晋の武公に仕えた。武公の子の献公の代になると、献公の公子の中から生母が狄の出身である重耳（のちの文公）に覇者たる器があると目をつけ、兄の狐毛とともに狐偃を重耳に仕えさせた。
やがて驪姫の乱によって晋が混乱すると、盛名の高い重耳を君主にいただこうという声が高まったが、狐偃は「君主（奚斉）を殺した家臣たちの手に招かれて君主の座につくのは不吉です」と言って重耳を押しとどめた。
重耳はこれを聞き入れて晋を出国し、以降19年に渡って国外を放浪することになる。

### 放浪時代
途中、重耳一行が飢えて五鹿の地を通ったとき、土地の農民に食物を乞うたが農民は土を差し出した。重耳は怒って農民を殺そうとしたが、狐偃は「民が土を献じたのです。公子はのちに必ずこの地を手に入れるでしょう」と言って喜んだ。
斉に入国した重耳一行は覇者桓公に手厚くもてなされ、斉の大臣として桓公の死後も斉を助けてくれるように頼んだので重耳は大いに喜んだが、狐偃は「わたしたちは覇者の家臣になるために公子についてきたのであって、斉の陪臣になりにきたのではない」と言って、ある日重耳の妻の斉姜と趙衰と諮って酔った重耳を馬車に乗せて斉を強引に出国した。
目覚めた重耳は怒って狐偃を殺そうとしたが狐偃は「わたしが殺されても公子が成功すれば本望です」と言った。重耳はなおも怒りがおさまらず「もし成功しなかったら汝の肉を食ろうてやる」と言ったが、狐偃は「もし公子が成功しなかったら私は飢えてのたれ死ぬでしょうから、その肉は食べられたものではないでしょう」と言って動じなかった。
重耳は家臣たちの意思の固さを知り、これ以後自ら晋に帰国し覇者となるべく益々研鑽を積むようになった。

### 覇者の家臣として
斉の桓公、宋の襄公、楚の成王、秦の穆公などの、春秋時代を代表するような名君たちの支援を受けた重耳は、ついに晋に帰国して文公となった。
狐偃は帰国したのちも文公の覇業を大いにたすけた。
周の襄王が叔帯の乱を避けて鄭に亡命し、諸侯にたすけを求めたが、権威の低下した周王室をあえてたすけようとする諸侯はいなかった。
狐偃は「君は王をたすけて民に義を示すべきです」と文公に進言したので、文公は兵を率いて王室の乱を平定した。
この功により晋は王室から温・原などの中央に近い地を賜り、これがのちの晋の大発展の礎となった。また、諸侯に先駆けて王室をたすけて義を示したことにより、晋の文公の名は天下に轟いた。